# 403 Cyane
Cyane (asteroide 403) é um asteroide da cintura principal com um diâmetro de 49,49 quilómetros, a 2,539134 UA. Possui uma excentricidade de 0,0966235 e um período orbital de 1 721,17 dias (4,72 anos).
Cyane tem uma velocidade orbital média de 17,76578157 km/s e uma inclinação de 9,15501º.
Esse asteroide foi descoberto em 18 de Maio de 1895 por Auguste Charlois.